# طارق تشامدال
عثمان طارق تشامدال (بالتركية: Osman Tarık Çamdal)‏ وهو لاعب كرة قدم تركي في مركز الظهير ولد في يوم 24 مارس 1991 في مدينة ميونخ في ألمانيا، يلعب حالياً مع نادي غلطة سراي وسبق له اللعب مع نادي إسكيشهرسبور وميونخ 1860 ونادي إنغلوشتادت، كما لعب مع منتخب تركيا لكرة القدم ويبلغ طوله 176 سم.

## روابط خارجية
- طارق تشامدال على موقع الاتحاد الأوربي (الإنجليزية)
- طارق تشامدال على موقع اتحاد تركيا (لاعب) (الإنجليزية)
- طارق تشامدال على موقع اتحاد تركيا (لاعب) (الإنجليزية)
- طارق تشامدال على موقع قاعدة بيانات كرة القدم.إي يو (الإنجليزية)
- طارق تشامدال على موقع بيانات كرة القدم. دي إي (الألمانية)
- طارق تشامدال على موقع ناشيونال فوتبول تيمز (الإنجليزية)
- طارق تشامدال على موقع Soccerway.com (الإنجليزية)
- طارق تشامدال على موقع عالم كرة القدم.نت (الإنجليزية)
- طارق تشامدال على موقع AS.com (الإسبانية)